# Нуева Сиудад де Нињос, Р. Коронита, Орфанаторио (Енсенада)
Нуева Сиудад де Нињос, Р. Коронита, Орфанаторио (шп. Nueva Ciudad de Niños, R. Coronita, Orfanatorio) насеље је у Мексику у савезној држави Доња Калифорнија у општини Енсенада. Насеље се налази на надморској висини од 37 м.

## Становништво
Према подацима из 2010. године у насељу је живело 108 становника.

### Хронологија
| Година       | 2000 | 2005 | 2010 |
| ------------ | ---- | ---- | ---- |
| Становништво | 162  | 4    | 108  |

### Попис
| # | Индикатор                     | Вредност |
| - | ----------------------------- | -------- |
| 1 | Укупно домаћинстава           | 1        |
| 2 | Укупно насељених домаћинстава | 1        |
| 3 | Величина локације             | 1        |